# Железный мост (Порхов)
Железный мост — автодорожный мост через реку Шелонь в Порхове (Псковская область).

## Описание
Изначально мост представлял собой шоссейное сооружение с металлическими пролётами. После разрушения в 1941 году восстановлен в ином виде, с использованием деревянных свай и металлоконструкций. Рядом с мостом, на правом берегу Шелони находится Порховская крепость и здание Порховской пожарной части.

## История
Мост построен в 1905 году на средства порховских купцов и мещан: Ванюкова, Жагона, Зайцева, Захарова, Зацкого, Капустина, Кожевникова, Манухина, Фишера, Фуфаева. Строительство обошлось в 90 605 рублей. Ранее сообщение между берегами осуществлялось с помощью наплавного моста. Новый капитальный мост на каменных опорах был построен в сотне метров выше по течению. 27 ноября 1905 года при большом скоплении местных жителей, в присутствии губернатора графа А. В. Адлерберга мост был освящён и торжественно открыт для пользования.

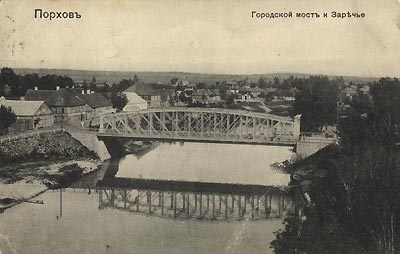
Мост в начале XX века

Вместе со строительством моста были благоустроены городские набережные. Рядом с мостом поставили часовню. Для уездного Порхова мост имел решающее транспортное значение. Его строительство позволило упростить и ускорить движение во всех направлениях: Новгород, Псков, Прибалтийские земли.

### События июля 1941 года
10 июля 1941 года передовые части 56-го моторизованного корпуса вермахта вышли к Порхову. Немецкая разведка сообщила, что шоссейный мост через Шелонь остался целым. Однако при попытке перехода передовых отрядов мост был взорван советскими войсками. После этого боевая группа полка заняла оборону, отражая контратаки Красной Армии. В боях участвовали 180-я и 182-я стрелковые дивизии 22-го стрелкового корпуса, а также танкисты 3-й танковой дивизии. Несмотря на поддержку авиации, советским войскам не удалось вернуть город, и к 11 июля Порхов был оккупирован.

### Восстановление моста
До конца осени 1941 года разрушенный шоссейный мост оставался в русле реки. Зимой 1941—1942 годов немецкие войска начали работы по его восстановлению, в качестве временной переправы также построили свайный мост, который использовался до завершения основных работ. К весне 1942 года железнодорожный мост через Шелонь был восстановлен, что позволило оккупантам усилить контроль над регионом.
Летом 1941 года в центральной части мост был взорван отступающими советскими войсками. После войны восстановлен в несколько ином виде.